# Gliese 42
Gliese 42 is een hoofdreeksster van het type K, gelegen in het sterrenbeeld Beeldhouwer op 45,47 lichtjaar van de Zon. De ster heeft een baansnelheid rond het galactisch centrum van 43,7 km/s.